# Stéphanie Ouellet-Décoste
Stéphanie Ouellet-Décoste (1982) è un'ex sciatrice alpina canadese.

## Biografia
La Ouellet-Décoste, attiva dal novembre del 1997, in Nor-Am Cup esordì il 17 dicembre 1999 a Mont-Tremblant in slalom gigante (30ª), conquistò l'unico podio l'8 gennaio 2001 a Lake Louise in discesa libera (3ª) e prese per l'ultima volta il via il 14 marzo 2003 a Panorama in slalom speciale (25ª). Si ritirò al termine della stagione 2004-2005 e la sua ultima gara fu uno slalom gigante FIS disputato il 1º marzo a Gerogian Peaks; non debuttò in Coppa del Mondo né prese parte a rassegne olimpiche o iridate.

## Palmarès

### Nor-Am Cup
- Miglior piazzamento in classifica generale: 18ª nel 2001
- 1 podio:
  - 1 terzo posto